# راس العامود
رأس العمود أحد أحياء قرية سلوان المقدسية تتبع محافظة القدس وهي في الجانب الشرقي لمدينة القدس الذي وقع تحت الاحتلال الإسرائيلي في حرب 1967.

## الموقع الجغرافي
يقع حي رأس العمود على طريق (القدس - أريحا) مروراً بقريتي العيزرية وأبو ديس والخان الأحمر ويمكن الاستمرار إلى الأردن عبر نهر الأردن فوق جسر الملك عبد الله منطقة سويمة كما يسمى الآن.
ويحد الحي من الشمال جبل الزيتون، ومن الجنوب جبل المكبر، ومن الغرب المسجد الاقصى والبلدة القديمة في القدس، ومن الشرق بلدتي أبوديس والعيزرية.

## هجمات إسرائيلية
يتعرض الحي إلى هجمات شديدة وعديدة من الاحتلال الإسرائيلي لمصادرة الأراضي وطرد سكان المنطقة الفلسطينيين، ففي عام 2012 وزعت طواقم من بلدية الاحتلال في مدينة القدس اعلانات في الحي، تتعلق ببناء 17 وحدة استيطانية في الحي، وجبل الزيتون، والقدس.
بالإضافة لمحاولة الاحتلال الإسرائيلي هدم مسجد رأس العمود (مسجد الفاتح) بذريعة البناء دون ترخيص، وصدر أمر الهدم عام 2012 ، بعد ضغوط مارسها المستوطنون تطالب بهدمه بحجة "انزعاج موتاهم في القبور المجاورة"، إلا أن بلدية الاحتلال تتذرع ببنائه دون ترخيص، وقد تصدى المسلمون الفلسطينيون لهذه الهجمة على رأسهم الحركة الإسلامية في الداخل الفلسطيني.
لا تعتبر منطقة راس العامود بصورة عامة بمثابة حي منفصل بل جزءا من التواصل العمراني المتواصل من وسط سلوان شرقا باتجاه واد قدوم على الرغم من ذلك يمكن حصر راس العامود داخل المنطقة الممتدة ما بين سلوان الوسطى غربا، جبل الزيتون شمالا، طريق بيت لحم القديم وواد قدوم شرقا، وواد النار (نهر كدرون) جنوبا.
تتسم المنطقة بمبنى مائل ومعقد، وهي تهبط من المنطقة العليا في الجهة الشمالية-الغربية للحي لغاية المنطقة المنخفضة من الناحية الجنوبية-الشرقية، يطلق السكان على القسم الأعلى الغربي من المنطقة اسم راس العامود وإلى الأسفل منهت في وسط المنحدر تمتد منطقة سويح في مسار الوادي من الجنوب يقع حي عين اللوزة لغرض الحفاظ على النظر التاريخي في منطقة تسري في معظم منطقة راس العامود قيود البناء المحدد  في مخططات حوض الواجهة للبلدية القديمة .وهذا على الرغم من ان غالبية الحي لا يرى من هذه المنطقة ولا يطل عليه.
بدءا من النصف الأول من القرن ال 20 تطور حي راس العامود كحي متفرع من قرية سلوان. سنوات العشرين من القرن الماضي كان في الموقع حوالي عشرين بيتا  فقط ولغاية سنوات الخمسينيات من القرن ذاته .أضيفت اليها عشرات البيوت.
رغم ان البناء في المنطقة كان طفيفا  فقد استجابت الحكومة الأردنية لطلب السكان وضمت راس العامود لمساحة المدينة وقد تطورت هذه الضاحية المقدسية (الجديدة) بصورة بطيئة وانتقل اليها العائلات من سلوان وكذلك عائلات من الخليل كانت قد اشترت أراضي من سكان سلوان. اما حركة البناء المتصاعدة والملحوظ التي حولت المنطقة من هامش قروي للمدينة إلى حي مبني بكثافة فقد تمت تحت الحكم الإسرائيلي في الربع الأخير من القرن العشرين.
في العام 1998 اعدت بلدية القدس مخطط للحي (مخطط رقم 2668 الذي يشمل حي واد قدوم) وفي اطاره اعد للحي مستقبل قروي لا يتفق مع التوجيهات التطويرية في المنطقة . هناك ضائق سكني خانق في الحي ونتيجة إلى ذلك فقد تم بناء البيوت من خلال تجاوز تعليمات المخطط  بالإضافة إلى ذلك من مقابل الضائقة  السكنية التي  يعاني منها السكان الفلسطينيون ويتم في شملي الحي خلال السنوات الاخيرة مستوطنتي معاليه هزيتيم ومعليه دافيد التي تعتبر من بين المستوطنات الأكبر ولأكثر تطويرا من قلب الاحياء الفلسطينية في القدس الشرقية.

### الأحياء والمعالم في راس العامود
الحارة الوسطى هنا استقبل أهالي سلوان اليهود القادمين من اليمن سنة 1882 بعد رفض اليهود الغربين استقبالهم باعتبارهم شرقين وفي عام 1936 بعت اليهود اليمن رسائل شكر وامتنان لأهالي سلوان على السنوات التي عاشوها سويا وهي نفسها الحارة التي تستهدفها اليوم الجمعيات اليوم الجمعيات الاستيطانية وتسرب فيها البيوت الفلسطينية.
كنيسة الجثمانية تقع في اسفل جبل الزيتون في وادي جهنم عند ملتقى الطرق بين القدس وراس العامود والطور وسلوان، والجسمانية تحرف إلى جسيماني GETHSEMAME المؤلفة من كلمتان :(جث) ومعناها معصرة و(سيماني) ومعناها زيتون فيكن المعنى (معصرة الزيتون). أقام الرومانيين في القرن المسيحي الرابع كنيسة هدمها الفرس عام 614 م ثم أعاد الفرنج بناؤها عام 1187م وظلت خرابا إلى ان اعيد بناؤها 1919م التي تم في عام 1924م وموقعها قبل انشاؤها كان بستانا جميلا يخص الرهبان  الفرنسيكان ومما يذكر ان المسيح كان يتردد على هذا المكان كثيرا طلبا للعزلة  وترويح النفس وقضى فيه اخر أيامه متعبا وفيه أيضا القى اليهود القبض عليه بدلاله تلميه الخائن (يهوذا الإسخريوطي)وعلى مقربة من  الجسمانية م نها إلى الشرق على سفح جبل الزيتون من الغرب كنيسة للروم تشبه الكرملين في موسكو بناها القيصر الروسي الاسكندر الثالث عام 1888م دعاها كنيسة مريم المجدلية .
مقبرة رأس العامود كانت من الأوقاف الإسلامية المؤجرة لليهود لدفن موتاهم وهي من وقف مرسة صلاح الدين الايوبي بالقدس اجرت سنة 1559م وفي سجلات المحكمة الشرعية بالقدس وثائق تفيد بدل ايجار سنتي 968-969ه وفي سنة 1650م اجرت الأراضي الوعرة المعروفة بالثوري لليهود القرائيين لتكون لدفن موتاهم دون مشاركة اليهود الاشكناز الغربيين إياهم حتى في المقبرة تفيد الوثائق المحفوظة في أرشيف ما يسمى دولة إسرائيل فرض ايجار سنوي مقداره 10 بالألف و20 قرشا سنويا على كل قطعة من الأراضي المنشا عليها ثلاثة كنس يهودية سنة 1896م في عاقر لانها من أراضي الاقاف الإسلامية.